# Xian autonome yao de Ruyuan
Le xian autonome yao de Ruyuan (乳源瑶族自治县 ; pinyin : Rǔyuán yáozú Zìzhìxiàn) est un district administratif de la province chinoise du Guangdong. Il est placé sous la juridiction de la ville-préfecture de Shaoguan.

## Démographie
La population du district était de 194 315 habitants en 1999.